# 혼노정
혼노정(本納町)은 지바현 조세이군에 있던 정이다. 현재의 모바라시 북부, 오아미시라사토시의 일부에 위치한다.

## 연혁
- 1889년 4월 1일 - 정촌제 시행에 따라, 혼노역·고카야바무라·호메무라·타카다무라·에노키가미후사촌과 합병해 나가라군 호노오카정(帆丘町)이 성립하였다.
- 1897년 4월 1일 - 나가라군과 가미하니오군과 합병해 조세이군이 발족.조세이군 호노오카정이 된다.
- 1906년 9월 10일 - 호노오카카정이 혼노정으로 개칭하였다.
- 1953년 4월 1일 - 혼노정·신하루촌과 합병해, 혼노정이 성립하였다.
- 1956년 9월 30일 - 혼노정·도요오카촌과 합병해, 혼노정이 성립하였다.
- 1957년 11월 1일 - 오이자 시미즈의 일부를 산부군 오아미시라사토정에 편입하였다.
- 1972년 5월 1일 - 혼노정이 모바라시와 합병해, 새로운 모바라시가 성립하였다.

## 교통

### 철도
- 국철 (→ JR동일본)
  - 소토보선